# Adrian Newey
Adrian Newey, britanski inženir, * 26. december 1958, Stratford-upon-Avon, Warwickshire, Anglija, Združeno kraljestvo.
Newey je eden izmed najuspešnejših konstruktorjev Formule 1 vseh časov, saj so njegovi dirkalniki osvojili po šest naslovov dirkaških in konstruktorskih prvakov Formule 1. V začetku devetdesetih let je moštvo Williams z Neweyom dominiralo v Formuli 1, po prestopi k McLarnu pa je začel podobno uspešno z dvema dirkaškima in enim konstruktorskim naslovov konec devetdesetih let, toda med sezonama 2000 in 2005 s svojimi dirkalniki ni uspel konkurirati Ferrariju z Michaelom Schumacherjem ter konstruktorjema Roryjem Byrnom in Rossom Brawnom. Od sezone 2007 je glavni konstruktor novega moštva Red Bull Racing, kateremu je v sezoni 2009 pomagal do naslova konstruktorskega podprvaka.

## Kariera

### Začetki
Leta 1980, takoj po diplomi v aeronavtiki in astronavtiki, se je zaposlil v moštvu Formule 1, Fittipaldi Automotive. Leta 1981 je prestopil k moštvu March Engineering, nekaj časa je bil dirkaški inženir Johnnyju Cecottu v Formuli 2, istočasno je zasnoval tudi svoj prvi dirkalnik, March GTP, ki je osvojil dva zaporedna naslova v prvenstvu IMSA GTP. Leta 1983 je bil znotraj Marcha prerazporejen na projekt za serijo IndyCar. Ponovno se je njegova zasnova dirkalnika pokazala za uspešno, saj je March dosegel sedem zmag v sezoni, tudi na najprestižnejši dirki Indianapolis 500. Al Unser je v seriji CART z njegovim dirkalnikom osvojil naslov prvaka v sezoni 1985, sezono kasneje pa še Bobby Rahal. V dvojni vlogi dizajnerja in dirkaškega inženirja se je spoprijateljil z Rahalom, kar je močno vplivalo na njuni karieri petnajst let kasneje.
Po uspehih v seriji CART, je Newey zapustil March in se vrnil v Evropo, kjer se je pridružil moštvu FORCE, ki pa se je po sezoni 1986 umaknilo iz Formule 1. Kmalu za tem se je vrnil k Marchu, tokrat kot glavni dizajner moštva Formule 1. V obdobju, ko je bila aerodinamika dirkalnikov Formule 1 še slabo izkoriščena, je imel Newey veliko prostora za inovativnost. Njegov dirkalnik za sezono 1988 je presegel pričakovanja moštva, na dirki za Veliko nagrado Japonske je bil celo nekaj časa v vodstvu, toda kritiki so trdili, da je ob aerodinamični naprednosti dirkalnika preveč zanemaril druga področja. Ko se je March preimenoval v Leyton House, je Newey prevzel vlogo tehničnega direktorja. V naslednjih dveh sezonah je šla krivulja rezultatov moštva navzdol in poleti leta 1990 je bil odpuščen.

### Williams
V sezoni 1990 je bil Williams moštvo v vzponu in Patrick Head je hitro podpisal pogodbo z Neweyem, dokler je bil še prost. Z največjim proračunom v Formuli 1, odličnimi dirkači in ostalimi razpoložljivimi viri, je naveza Head-Newey hitro zavladala v začetku devetdesetih let. Sredi sezone 1991 je Neweyev dirkalnik FW14 uspel ujeti pred tem dominantno moštvo McLaren, toda zaradi nezanesljivosti dirkalnika v prvi polovici sezone je Ayrton Senna osvojil naslov prvaka pred Nigelom Mansellom, prvim Williamsovim dirkačem. V sezoni 1992 je bil dirkalnik zanesljiv že od začetka sezone in Williams je prikazal dominanco, ki je Formula 1 ni več doživela do dobe Ferrarija in Michaela Schumacherja. Mansell je osvojil svoj edini naslov dirkaškega prvaka, Newey pa svoj prvi naslov konstruktorskega prvaka. V sezoni 1993 se je slika ponovila, le da je naslov dirkaškega prvaka z dirkalnikom FW15C tokrat osvojil Alain Prost.
V sezoni 1994 pa se je dominanca Williamsa končala, saj je Rory Byrne za Benetton izdelal podobno hiter dirkalnik B194. Po slabem začetku sezone in dveh odstopih prvega dirkača moštva Ayrtona Senne, se je brazilski dirkač na tretji dirki sezone za Veliko nagrado San Marina smrtno ponesrečil. Tako se je moral za naslov s Schumacherjem boriti Damon Hill, ki je naslov izgubil v trčenju prav na zadnji dirki sezone za Veliko nagrado Avstralije, Williams pa je izgubil tudi konstruktorski naslov. Moštvo je bilo celo obtoženo smrti iz malomarnosti zaradi Sennine nesreče, zaradi vsega pa so se začel tudi  krhati odnos med Neweyjem in vodstvom Williamsa. V sezoni 1995 je soustanovitelj moštva Patrick Head preprečil Neweyu, da bi postal tehnični direktor. Zaradi ponovne izgube obeh naslovov proti Benettonu in Schumacherju, se je odnos med Neweyem in vodstvom moštva še bolj skrhal in Newey je moral zapustiti moštvo, toda konkurenčna klavzula mu je eno leto preprečevala delo v katerem od ostalih moštev.

### McLaren
Ker ni mogel sodelovati pri pripravi McLarnovega dirkalnika za sezono 1997, je Newey poskušal popraviti dirkalnik Neila Oatleya, predvsem pa se je osredotočil na dirkalnik za sezono 1998. Na zadnji dirki sezone za Veliko nagrado Evrope 1997 je McLaren dosegel dvojno zmago, podobno pa je tudi zašel sezono 1998 z dirkalnikom McLaren MP4/13. V sezonah 1998 in 1999 je Mika Häkkinen osvojil dva naslova prvaka, v sezoni 1998 je moštvo osvojilo tudi konstruktorski naslov, v sezoni 2000 pa je Häkkinen po dvoboju s Schumacherjem naslov izgubil.
Poleti leta 2001 je Bobby Rahal, zdaj športni direktor moštva Jaguar, podpisal pogodbo z Neweyem, toda kljub temu je Ron Dennis prepričal Neweya, da je ostal pri McLarnu. Kljub temu so se še naprej pojavljale govorice, da želi Newey zapustiti McLaren. Po za McLaren slabih sezonah 2001 in 2002 ter nekoliko boljši sezoni 2003, ki pa vseeno ni prinesla moštvu nobenega od naslovov, so se v sezoni 2004 ponovno okrepile govorice, da bi se Newey želel vrniti k Williamsu ali se celo upokojiti. V sezono 2005 je Ron Dennis povedal, da bo Newey po koncu sezone le zapustil moštvo.

### Red Bull Racing
Februarja 2006 je Newey napovedal, da bo prestopil v moštvo Red Bull Racing, kjer naj bi dobival 10 milijonov $ letne plače, kot je poročal časopis The Guardian. Newey ni mogel moštvu pomagati pri zasnovi dirkalnika za sezono 2006. Njegov dirkalnik za sezono 2007 se je izkazal za razmeroma hitrega, toda najbolj nezanesljivega, kljub temu pa je moštvo osvojilo zastavljeno peto mesto v konstruktorskem prvenstvu. Sezona 2008 se je začela zelo uspešno, toda v drugi polovici sezone je moštvo osvojilo le pet točk in nazadovalo v konstruktorskem prvenstvu. Z vse večjim proračunom moštva je Newey za sezono 2009 uspel izdelati odličen dirkalnik, s katerim je Sebastian Vettel v drugem delu sezone hitro lovil vodilnega Jensona Buttona, toda prehiteti mu na ni uspelo, saj si je Button v prvem delu sezone nabral veliko prednost predvsem po zaslugi inovativnega dirkalnika Rossa Brawna z dvojnim difuzorjem. Red Bull je sezono končal na drugem mestu v konstruktorskem prvenstvu.

### Naslovi Neweyevih dirkalnikov
- Dirkaški: 7 (Nigel Mansell - 1992, Alain Prost - 1993, Damon Hill - 1996, Jacques Villeneuve - 1997 in Mika Häkkinen - 1998 in 1999 in Max verstappen - 2021)
- Konstruktorski: 6 (Williams - 1992, 1993, 1995, 1996, 1997, McLaren - 1998)